# キアオジ

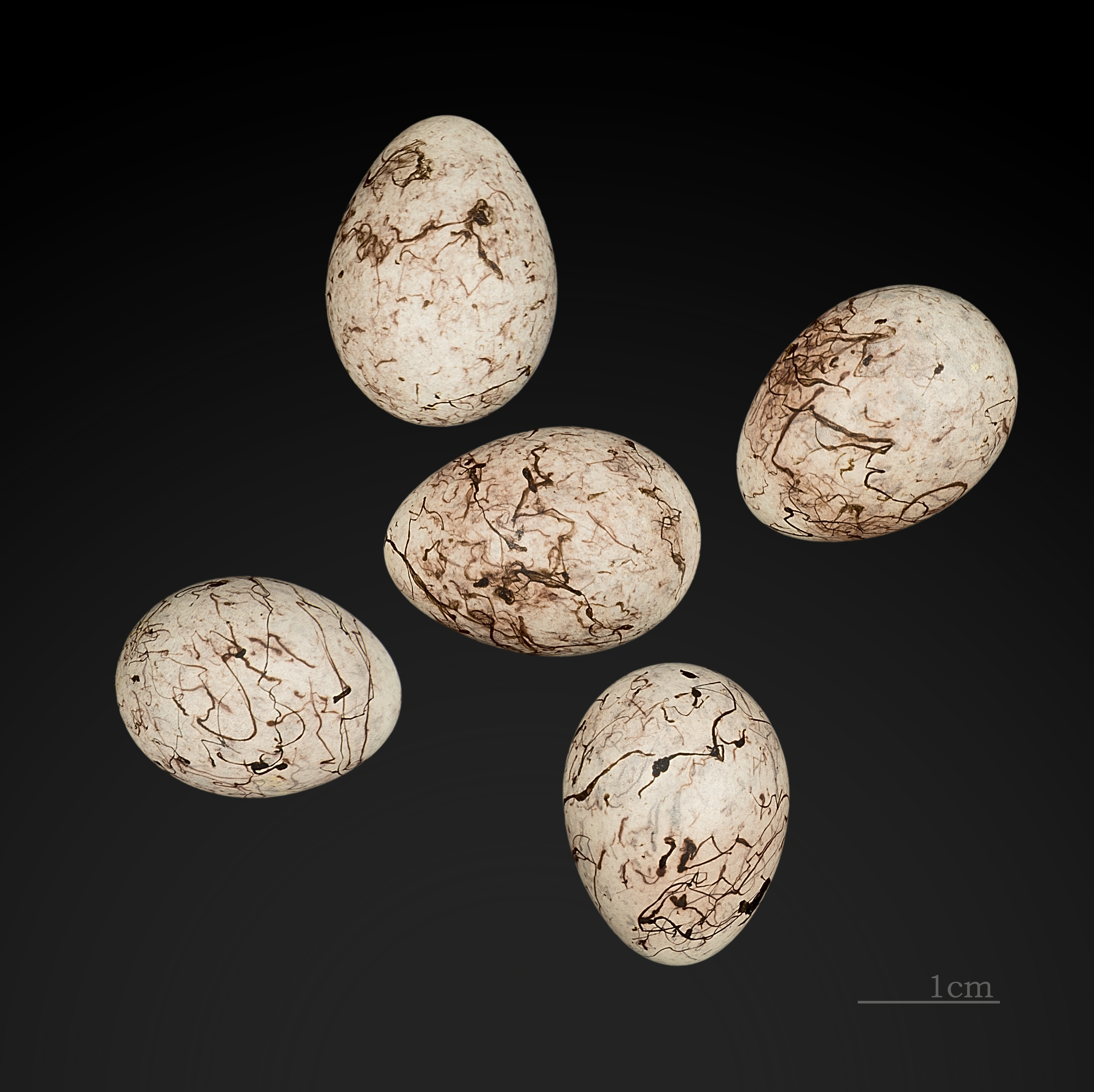
Emberiza citrinella

キアオジ (黄青鵐、学名Emberiza citrinella)は、スズメ目ホオジロ科に分類される鳥類の一種である。
和名の由来は、似ているアオジの体色が黄色がかっている種の意。

## 分布
旧北区。ヨーロッパからロシア、中央アジア、モンゴルに分布し、北方に生息する個体は冬期には南に渡る。ニュージーランドに生息する個体は、人為的に移入されたものである。
日本では迷鳥。以前は1935年の長野県で観察された記録しかなかったが、その後調査が進むにつれて、主に日本海側の島嶼部で数年に一度程度記録されるようになった。春秋の渡りの時期の記録がほとんどだが、広島県や大分県での越冬記録もある。

## 形態
全長約17cm。雄は頭部が黄色で頭側線と後頭部、通眼線と頬を囲む線は黒い。体の下面は黄色で胸から脇にかけては褐色がかっている。背中は淡褐色で黒褐色の縦斑があり、腰は栗色である。雌は雄と比べて黄色味が淡い。

## 生態
平地から山地の低木林や草原に生息する。
地鳴きは「プチッ　プチッ」。さえずりは「チチ、チチ、チチ、ジュイー」。